# 曽根薫
曽根 薫（そね かおる、1932年〈昭和7年〉1月4日 - ）は、日本の政治家、元広島県江田島市長（1期）。旭日双光章受章。

## 来歴
広島県出身。広陵高等学校卒。広島県安芸郡江田島町役場に入り、企画課長、総務課長、助役などを経て、2003年江田島町長に当選、1期務める。2004年江田島町は近隣の町と合併し、江田島市が発足。合併後の市長選挙に立候補し当選した。市長は1期務め、2008年に退任した。このほか広島県地方港湾整備促進期成同盟会会長を務めた。2009年春の叙勲で旭日双光章を受章。